# Deruluft
Deruluft (Deutsch-Russische Luftverkehrs A.G.) war eine 1921 durch die Aero Union A.G. Berlin und die sowjetische Handelsvertretung in Deutschland gegründete gemeinsame deutsch-sowjetische Fluggesellschaft.

## Geschichte

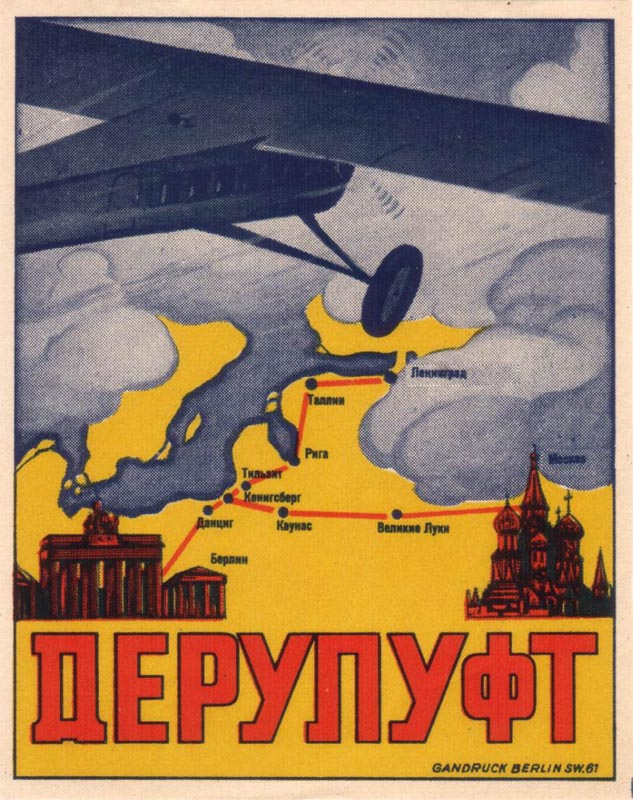
Russisches Werbeplakat der Deruluft

Am 24. November 1921 unterzeichneten der Leiter der sowjetrussischen Handelsvertretung in Berlin, Boris Stomonjakow und der Direktor der deutschen Aero-Union AG, Ferdinand Rasch einen Vertrag zur Gründung eines deutsch-russischen Luftfahrtunternehmens. Die Aero-Union war eine erst wenige Monate zuvor, am 21. April 1921 gegründete Holding der HAPAG, der Luftschiffbau Zeppelin GmbH und der AEG, die mit dem Ziel gegründet worden war, die gemeinsamen Luftfahrtinteressen zu bündeln. Später beteiligten sich noch die Metallgesellschaft Frankfurt und die mit dieser verbundene Berg- und Metallbank an der Holding.
Das neu gegründete deutsch-russische Unternehmen erhielt den Namen Deutsch-Russische Luftverkehrs A.G. abgekürzt Deruluft und wurde mit einem Gründungskapital von 5 Millionen Reichsmark ausgestattet, das anteilig je zur Hälfte von beiden Gesellschaftern aufgebracht wurde. Am 24. November 1921 erteilte die Regierung Sowjetrusslands der Deruluft für zunächst 5 Jahre die Lizenz zum alleinigen Betrieb des Flugverkehrs zwischen dem Deutschen Reich und Sowjetrussland (ab dem 30. Dezember 1922 der Sowjetunion).
Am 30. April 1922 wurde der Linienverkehr auf der Strecke Königsberg – Kaunas – Smolensk – Moskau durch den Chefpiloten der Deruluft, Erich Just, mit einer Fokker F.III (RR 1) eröffnet, der nach 1160 km und 9 h Gesamtzeit am Abend des Tages auf dem Moskauer Flugplatz Chodynka landete. Am folgenden 1. Mai erfolgte die offizielle Begrüßung durch Unternehmens- und Regierungsvertreter und mit Ankunft einer zweiten F.III (RR 3) mit dem Flugzeugführer Joachim Stollbrock die offizielle Eröffnung der Route. Durch die Verwendung von Flugzeugen verkürzte sich die von Berlin nach Moskau benötigte Reisezeit von 5,5 d auf anfangs lediglich 22 h, die Zugfahrt von Berlin nach Königsberg eingerechnet. Aber bereits am 22. Juni legte Stollbrock die 1800 km von Moskau nach Berlin allein mit dem Flugzeug in nur 15 h zurück. Zu Beginn der Flugtätigkeit wurden nur Post und Beamte transportiert. Nach knapp vier Monaten wurde dann am 27. August 1922 der Betrieb für die Allgemeinheit geöffnet. Bis dahin hatte Deruluft 114 Flüge ausgeführt, 82.070 km zurückgelegt und 358 Fluggäste sowie 9.551 kg Fracht inklusive 649 Post befördert. Die ersten Flugzeuge waren in den Niederlanden gebaute Fokker: eine Grulich V 1 und neun F.III. Später wurde die Flotte um deutsche Junkers F 13, Rohrbach Roland und Albatros L 58 ergänzt.
Im ersten Betriebsjahr fanden die Flüge zweimal wöchentlich in jede Richtung während der Saison von Mai bis Oktober statt. 1923 wurden die wöchentlichen Flüge auf drei erhöht, im Folgejahr wurde zuerst viermal in der Woche geflogen, ab Juli 1924 dann täglich. Eine weitere Strecke von Berlin via Riga und Tallinn (Reval) nach Leningrad wurde am 6. Juni 1928 eingerichtet. Beide Strecken wurden bis zum 31. März 1936 betrieben.
Im Jahr 1923 schlossen sich die Aero-Union und der Lloyd-Luftdienst zum Deutschen Aero-Lloyd zusammen, der wiederum mit der Junkers-Luftverkehr AG unter Beteiligung des Reiches am 6. Januar 1926 zur Deutschen Luft Hansa A.G. fusionierte. Damit war die Deruluft eine 50%ige Tochtergesellschaft der Lufthansa geworden.
Anfangs wurde die Strecke von Königsberg nach Moskau von je fünf deutschen und sowjetischen Besatzungen zweimal wöchentlich bedient, ab 1923 dreimal und ein Jahr später täglich. 1925 wurde die Linie Berlin–Moskau eröffnet. 1926 beflog Deruluft in Kooperation mit der ukrainischen Ukrwosduchputch für drei Monate die Strecke Moskau–Charkow. Es war der Konkurrenzdruck staatlich unterstützter ausländischer Fluggesellschaften und die neuen Gepflogenheiten dieses Wirtschaftszweiges, die die Luft Hansa nötigten, ihre Strecken zu erweitern und in gemeinsamer Anstrengung mit der Sowjetunion Flugverbindungen bis nach Asien ins Programm zu nehmen. Auf seltsame Weise profitierte dabei die Kommunistische Internationale von einer Zusammenarbeit der Presseabteilung der Deutschen Luft Hansa mit dem Neuen Deutschen Verlag, der die Produktion der als Kundenpräsent gebrauchten, von Alexander Rado entworfenen Streckenkarten übernahm, und dessen Besitzer, der West-Propagandachef Willi Münzenberg, stark verbilligt fliegen konnte, „in alle Ecken des Deutschen Reiches und in 15 Stunden nach Moskau“. Im August 1926 trat Deruluft der IATA bei. 1928 umfasste das Streckennetz 2640 Kilometer.
Ab 1929 wurden die frühen Fokker F.III durch Dornier Merkur ersetzt. Zu Beginn des Jahres 1931 wurden Tupolew ANT-9 der Flotte hinzugefügt. 1934 folgten fünf Junkers Ju 52/3m. Von 1922 bis 1934 beförderte die Fluggesellschaft auf den deutsch-sowjetischen Routen 39.168 Passagiere und legte dabei 9.800.000 Kilometer zurück.
Im Rahmen der geheimen Luftwaffenkooperation (nach Rapallo) lieferte die Deruluft auch deutsche Flugzeuge in die Sowjetunion, die auf dem gemeinsam betriebenen Ausbildungsflugplatz bei Lipezk genutzt wurden.
Mit zunehmender Verschlechterung des deutsch-sowjetischen Verhältnisses nach der Machtübernahme der Nationalsozialisten wurde die Deruluft am 31. März 1937 aufgelöst.

## Entwicklung
Auflistung des Passagier- und Frachtaufkommens von 1922 bis 1931
| Jahr | Geflogene Strecke | Beförderte Fluggäste | Beförderte Fracht | Beförderte Luftpost |
| ---- | ----------------- | -------------------- | ----------------- | ------------------- |
| 1922 | 174.768 km        | 338                  | 17,915 t          | 1.047 kg            |
| 1923 | 215.480 km        | 382                  | 23,487 t          | 1.589 kg            |
| 1924 | 352.786 km        | 552                  | 34,519 t          | 2.382 kg            |
| 1925 | 492.237 km        | 1.463                | 54,059 t          | 5.410 kg            |
| 1926 | 514.185 km        | 1.192                | 25,892 t          | 10.733 kg           |
| 1927 | 630.542 km        | 1.809                | 49,694 t          | 25.574 kg           |
| 1928 | 790.465 km        | 2.510                | 69,886 t          | 27.992 kg           |
| 1929 | 839.655 km        | 2.692                | 75,238 t          | 16.711 kg           |
| 1930 | 950.512 km        | 2.947                | 62,351 t          | 27.244 kg           |
| 1931 | 945.317 km        | 3.660                | 87,690 t          | 29.060 kg           |